# Vita (Olaszország)
Vita település Olaszországban, Trapani megyében. Lakosainak száma 1813 fő (2023. január 1.). Vita Calatafimi-Segesta és Salemi községekkel határos.

## Népesség
A település népességének változása:
| Lakosok száma | 2039 | 1997 | 1813 |
|               | 2017 | 2018 | 2023 |